# Journalisme scientifique
Le journalisme scientifique est une forme de journalisme qui se consacre à la couverture de l'actualité scientifique et à la diffusion au grand public des découvertes récentes.
Les journalistes scientifiques (rédacteurs, photographes, réalisateurs...) peuvent exercer dans un journal de vulgarisation, dans un journal généraliste, en radio, en télévision ou sur le web.
En France, plus de 280 journalistes scientifiques sont rassemblés au sein de l'Association des journalistes scientifiques de la presse d'information (AJSPI).

## Formation
Une poignée d'établissements dispensent une formation dédiée au journalisme scientifique et destinée à « un public déjà diplômé en sciences » selon l'AJSPI.
| Établissement                                                                      | Formation                                                      | Ouverture |
| ---------------------------------------------------------------------------------- | -------------------------------------------------------------- | --------- |
| École supérieure de journalisme de Lille, composante de l'université de Lille      | Master Journalisme de science                                  | 1992      |
| Université Paris-Cité                                                              | Master Audiovisuel, communication et journalisme scientifiques | 1984      |
| Institut pratique de journalisme, composante de l'université Paris-Dauphine-PSL    | Master Journalisme, option Science, santé et environnement     | N/A       |
| École W, composante de l'université Paris-Panthéon-Assas, avec Sorbonne Université | Licence Sciences et journalisme                                | 2020      |